# 汤姆·默里 (1994年)
汤姆·默里（英語：Tom Murray，1994年4月5日—），新西兰男子赛艇运动员。他曾代表新西兰参加2016年和2020年夏季奥林匹克运动会赛艇比赛，其中2020年奥运会获得一枚金牌。